# Aphyocharacidium melandetum
Aphyocharacidium melandetum är en fiskart som först beskrevs av Eigenmann 1912.  Aphyocharacidium melandetum ingår i släktet Aphyocharacidium och familjen Characidae. Inga underarter finns listade i Catalogue of Life.